# Grand Hotel Billia
Il Grand Hotel Billia è uno storico albergo di lusso di Saint-Vincent in Valle d'Aosta.

## Storia
L'edificio venne fatto realizzare dall'imprenditore Stefano Billia, già gestore del servizio diligenze tra Ivrea e Saint-Vincent, nel 1908. Saint-Vincent era all'epoca un'emergente località di villeggiatura grazie alle rinomate acque termali della Fons salutis. L'albergo, inaugurato come Stabilimento idroterapico e Grand Hôtel Billia, disponeva, alla sua apertura, di 138 camere per un totale di 200 posti letto.
Nel secondo dopoguerra l'albergo ospitò invece il casinò della Valle d'Aosta, inaugurato nelle sue sale il 29 marzo 1947.
Nel 2012 l'edificio è stato restaurato completamente con il recupero del giardino storico, delle decorazioni originali dei fronti e la riqualificazione delle antiche cantine, su un progetto seguito da Lissoni Architetti e TEKNE. Il progetto di rivisitazione ingegneristica e di design è valsa all'albergo l'iscrizione nel 2014 tra i Design Hotels d'Italia.

## Galleria d'immagini

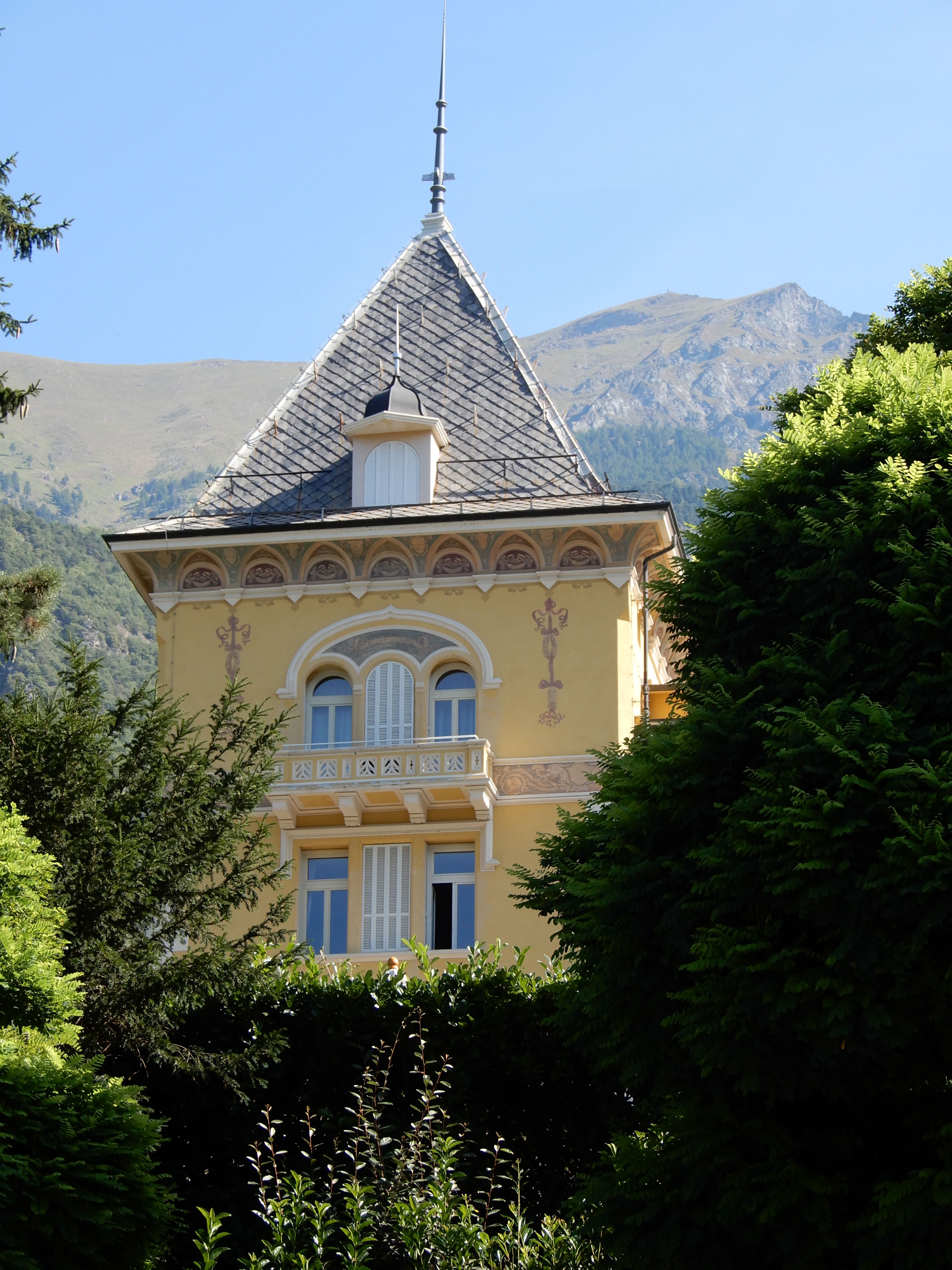
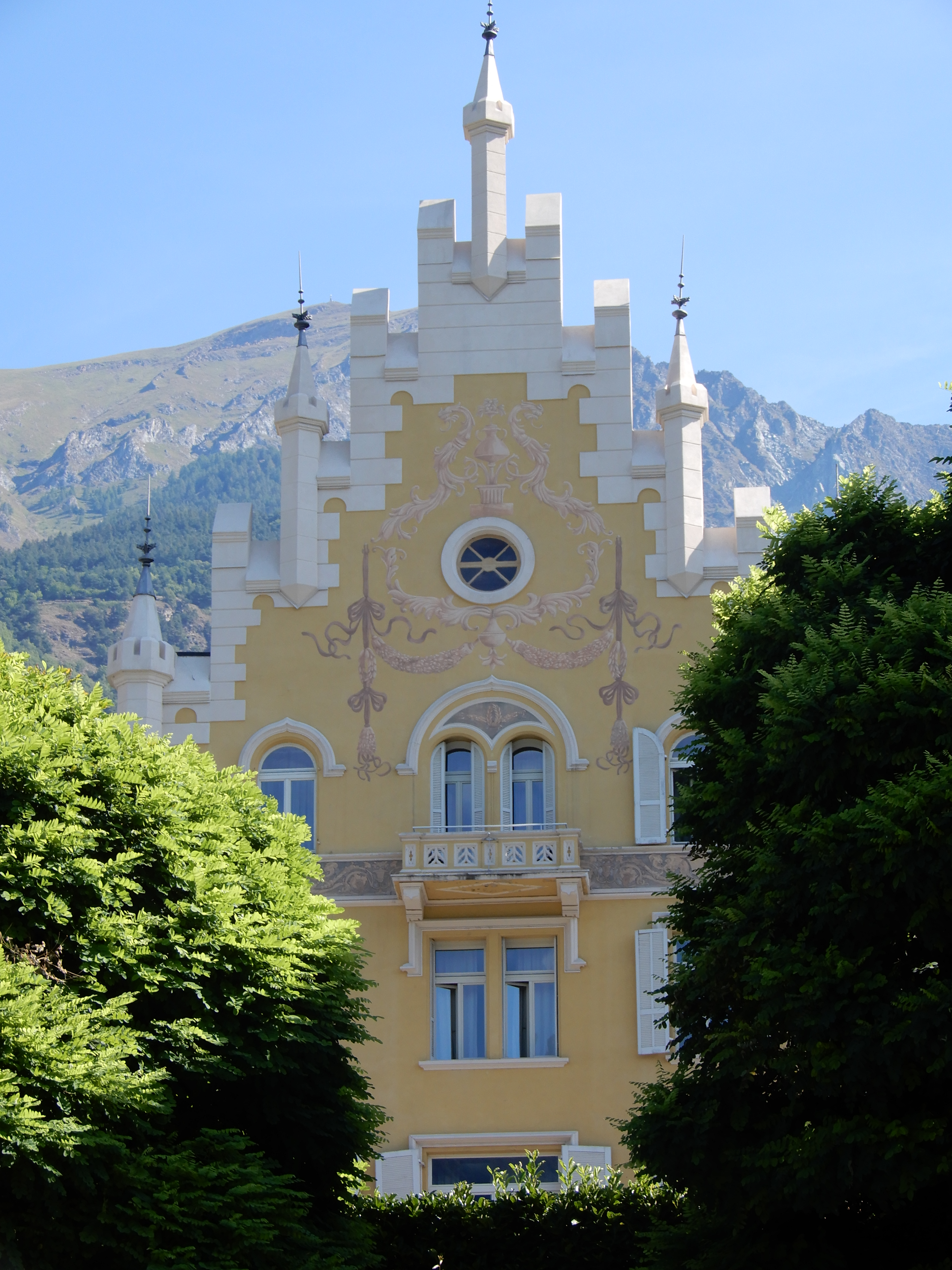
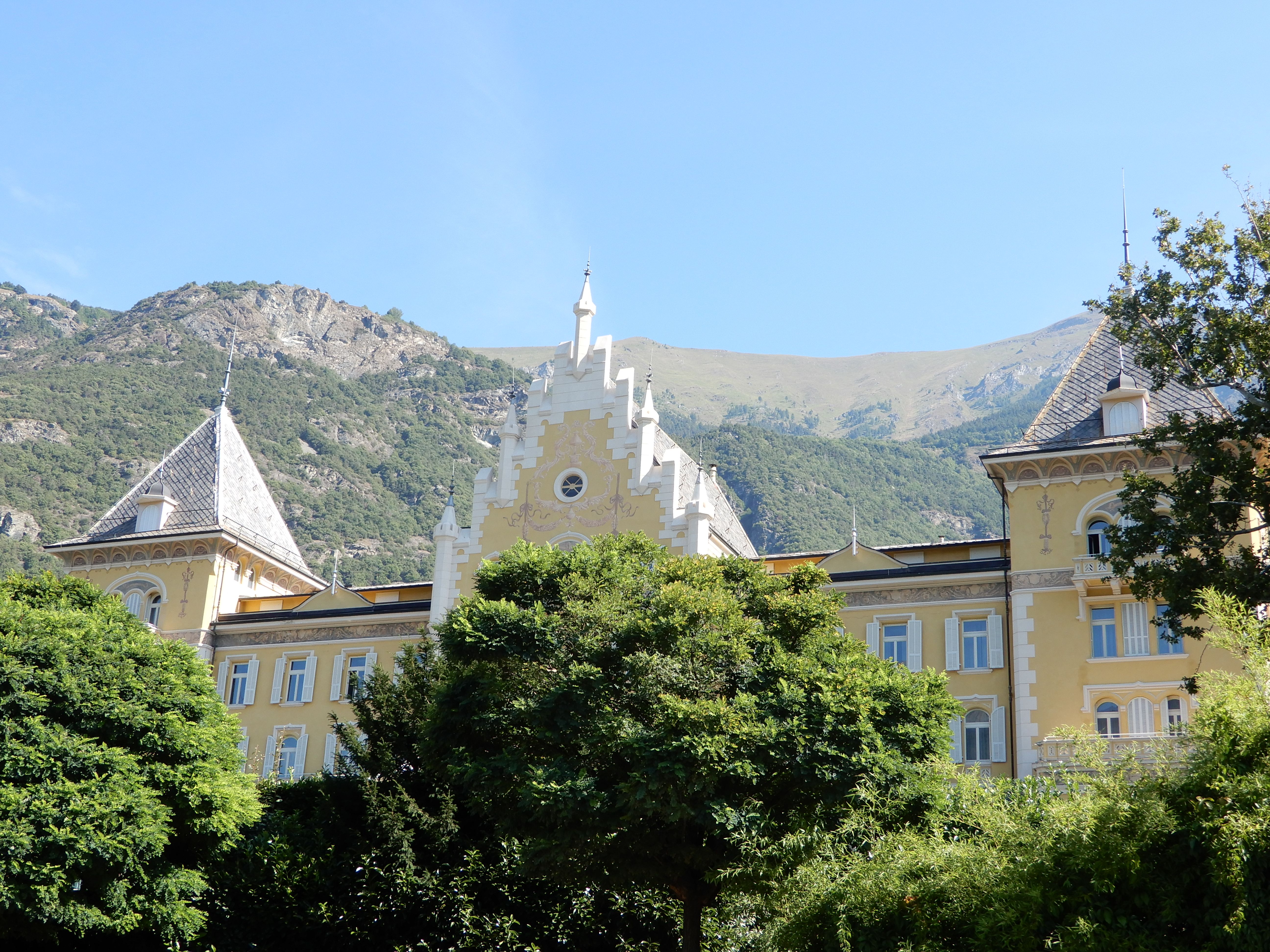